# آن خانم همیلتون
آن خانم همیلتون (انگلیسی: That Hamilton Woman) فیلمی در ژانر درام به کارگردانی الکساندر کوردا است که در سال ۱۹۴۱ منتشر شد. داستان این فیلم در دوران جنگ های ناپلئونی نمایش داده می شوداین فیلم در دوران جنگ جهانی دوم اکران شد.به اذعان منتقدان سینمای کلاسیک هدف از ساخت چنین فیلم هایی روحیه بخشی  به عموم و ایجاد جلوه مثبت و امید بخش از دولت بریتانیا در مقابل آلمان نازی بود.

## بازیگران
- لارنس الیویه
- ویوین لی
- سارا آلگود
- گلادیس کوپر
- هنری ویلکاکسن
- هدر آنجل
- الک کریگ
- میلز ماندر
- لوئیس آلبرنی

## اسکار
برنده
- جایزه اسکار بهترین صدابرداری (جک ویتنی)

نامزد
- جایزه اسکار بهترین کارگردانی هنری (وینسنت کوردا، ژوئیه هرون)
- جایزه اسکار بهترین فیلمبرداری (رودولف ماته)
- جایزه اسکار بهترین جلوه‌های ویژه (لاورنس دابلیو. بوتلر، ویلیام ای. ویلمارت)